# 菲律宾宪法
菲律宾宪法是菲律宾的最高法律。
其最终草案于1986年10月12日由宪法委员会完成，并于1987年2月2日在公投中通过实行。
建立“菲律宾共和国”的最早宪法，即1899年的马洛洛宪法，由于美国的入侵和没有得到国际公认，在整个菲律宾从未得到充分实施。历史上只有三部宪法有效地统治了该国：1935年的“自由邦宪法”（Commonwealth Constitution），1973年的“宪法”和1986年的“自由宪法”。
1986年3月25日，科拉松·阿基诺通过法令裁决和人民力量革命成为总统，废除了马科斯政权期间通过的1973年宪法的许多条款。包括一院制立法机构（Batasang Pambansa），总理办公室以及赋予总统立法权的条款。这部宪法通常被称为“自由宪法”，只是作为一部临时宪法，旨在确保人民的自由和恢复民主统治。不久，一个宪法委员会被要求为该国起草新宪法。
制宪委员会由来自不同背景的人员组成，包括众议院成员、大理院大法官、罗马天主教主教、反对马科斯政权的政治家。委员会选举前大理院副法官塞西莉亚·穆尼奥斯·帕尔马为总统。委员会会议期间有几个问题饱受争议，包括政体，是否废除死刑，是否保留美国在克拉克和苏比克的基地，以及是否将经济政策纳入宪法。委员会于1986年10月12日完成了最终草案，并于10月15日提交给了科拉松·阿基诺。该宪法于1987年2月8日在全国公民投票中得到批准。
2018年7月4日，菲修宪委员会的22名法官全票通过《联邦宪法草案》，提议将政体改为联邦制。